# Villers-lès-Mangiennes
Villers-lès-Mangiennes é uma comuna francesa na região administrativa de Grande Leste, no departamento de Meuse. Estende-se por uma área de 8 km². Em 2010 a comuna tinha 84 habitantes (densidade: 10,5 hab./km²).